# Charlotte Booth

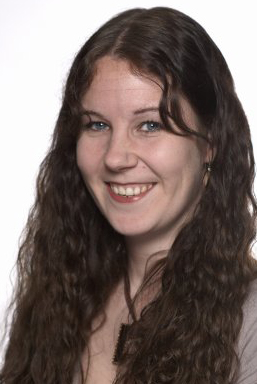
Charlotte Booth

Charlotte Booth (* 6. April 1975 in London, Vereinigtes Königreich) ist eine britische Archäologin, Ägyptologin und Autorin populärwissenschaftlicher Werke.

## Werdegang
Charlotte Booth wurde 1975 in Willesden geboren, einem Stadtviertel im Stadtbezirk London Borough of Brent. Sie studierte Ägyptologie am University College London (UCL), wo sie ihren Bachelor im Jahr 2000 und ihren Master im Jahr 2002 erwarb. Danach ging sie als Dozentin an das Birkbeck (BBK), ein College an der Universität London. Ihren Studienschwerpunkt an der Universität bildete die Hyksoszeit im Alten Ägypten.
2015 arbeitete sie für das Museum of London Archaeology (MOLA) als On-Site-Archäologin bei den Bethlam-Ausgrabungen an der Liverpool Street in London. Seit 2017 arbeitet sie als wissenschaftliche Mitarbeiterin an der University of Birmingham, wo sie ihre Doktorarbeit (Ph.D.) verfasst.
Booth hat eine Reihe populärwissenschaftlicher Bücher über verschiedene Aspekte der Ägyptologie geschrieben. Daneben verfasst sie regelmäßig Beiträge für Magazine und Journale.

## Werke (Auswahl)
- 2005: The Hyksos period in Egypt. Princes Risborough, Shire 2005, ISBN 0-7478-0638-1.
- 2005: The role of Foreigners in Ancient Egypt. A study of non-stereotypical artistic representations. Archaeopress, Oxford (England) 2005, ISBN 978-1-84171-865-1.
- 2006: People of Ancient Egypt. Tempus, Stroud 2006, ISBN 0-7524-3927-8.
- 2007: The Ancient Egyptians for Dummies. John Wiley, Chichester 2007, ISBN 0-470-06544-3.
- 2007: The Boy Behind the Mask: Meeting the Real Tutankhamun. Oneworld, Oxford (England) 2007, ISBN 1-85168-544-8.
- 2008: Traveller's Guide to the Ancient World: Egypt: In the Year 1200 BCE. David & Charles, Cincinnati (OH) 2008, ISBN 0-7153-2921-9.
- 2009: Horemheb: The Forgotten Pharaoh. Amberley, Stroud 2009, ISBN 1-84868-687-0.
- 2009: The Curse of the Mummy: And Other Mysteries of Ancient Egypt. Oneworld, Oxford 2009, ISBN 1-85168-606-1.
- 2010: The Nile and Its People: 7000 Years of Egyptian History. History Press, Stroud 2010, ISBN 0-7524-5506-0.
- 2011: The Myth of Ancient Egypt. Amberley, Stroud 2011, ISBN 978-1-4456-0274-5.
- 2014: An Illustrated Introduction to Ancient Egypt. Amberley, Stroud 2014, ISBN 978-1-4456-3365-7.
- 2015: In Bed with the Ancient Egyptians. Amberley, Stroud 2015, ISBN 978-1-4456-4343-4.
- 2015: Lost Voices of the Nile: Everyday Life in Ancient Egypt. Amberley, Stroud 2015, ISBN 978-1-4456-4285-7.
- 2016: The Pyramids in a Nutshell. Barnes & Noble, 2016, ISBN 978-84-944893-1-0.

## Fernsehsendungen (Auswahl)
- 2006: Mummification (The Paul O’Grady Show)
- 2009: Sex in the Ancient World – Egyptian Erotica (The History Channel)
- 2016: Cleopatra: Mother, Mistress, Murderer, Queen (Channel 5)